# Blue Dog Coalition
Blue Dog Coalition (lett. "Coalizione del cane blu") è un caucus del Congresso degli Stati Uniti, formato da membri moderati del Partito Democratico, fondato nel 1995.
Il numero di membri, variabile a seconda delle legislature, ha avuto il proprio massimo nel 2009, con 54 membri.

## Storia
La Blue Dog Coalition è una discendente della ormai defunta Southern Democratic, operante negli anni ottanta. La Blue Dog Coalition deriva da Yellow Dog Democrat, ed è stata formata nel 1994 durante il 104º Congresso.
Nel 2007, 15 membri della Blue Dog Coalition hanno contribuito al Democratic Congressional Campaign Committee.

## Ideologie
La Blue Dog Coalition sviluppa idee a metà tra il liberalismo sociale e le posizioni conservatrici, ossia oscilla tra posizioni di centro-sinistra e centro-destra a seconda dei temi in questione.
Il caucus è considerata l'ala più conservatrice all'interno del Partito Democratico statunitense.

## Composizione attuale
Alaska

Mappa dei distretti con rappresentanti appartenenti alla Blue Dog Coalition

- Mary Peltola - Co-chair for Policy

California
- 4. Mike Thompson
- 21. Jim Costa

Carolina del Nord
- 13. Wiley Nickel

 Georgia 
- 2. Sanford Bishop

Maine
- 2. Jared Golden - Co-chair for Administration

New Jersey
- 5. Josh Gottheimer

Texas
- 28. Henry Cuellar
- 34. Vicente González

Washington
- 3. Marie Gluesenkamp Perez - Co-chair for Communications